# Takuji Hayata
Takuji Hayata (早田 卓次, Hayata Takuji), né le 10 octobre 1940 à Tanabe (Wakayama), est un gymnaste japonais.

## Palmarès

### Jeux olympiques
- Tokyo 1964
  -  médaille d'or au concours par équipes
  -  médaille d'or aux anneaux

### Championnats du monde
- Ljubljana 1970
  -  médaille d'or au concours par équipes
  -  médaille de bronze à la barre fixe